# Cacia unda
Cacia unda är en skalbaggsart som beskrevs av Heller 1923. Cacia unda ingår i släktet Cacia och familjen långhorningar. Inga underarter finns listade.